# اندیس جنوب روستای سوزنده
جنوب روستای سوزنده یک اندیس فلزی است که در حوالی شهر سلطان آباد  استان خراسان قرار دارد و مادهٔ معدنی موجود در آن، مس است.  